# Волкота
Волко́та — река на северо-западе европейской части Российской Федерации, в Тверской области, впадает в озеро Охват, из которого вытекает Западная Двина. Принадлежит бассейну Балтийского моря. Длина — 61 км, площадь бассейна — 668 км², расход воды 7,6 м³/с.
Волкота вытекает из небольшого озера Макаровского в Андреапольском районе Тверской области на западных отрогах Валдайской возвышенности. Далее река течёт по заболоченной низине, скорость течения небольшая. Ширина реки 20 — 40 метров, берега живописные, одетые лесом. В верхнем течении протекает озеро Волкота, в нижнем течении — озеро Отолово. На берегах реки и озёр несколько небольших деревень. Генеральное направление течения — юго-восток.
Крупнейший приток — Говщина (левый), вытекающая из большого озера Лучанское. Прочие притоки — Лиговка, Иставница, Горенька, Колпинка, Городница (левые); Сорока, Бросница, Треботка (правые).
Волкота впадает в длинное и вытянутое озеро Охват в его юго-западном конце, неподалёку от того места, где из озера вытекает Западная Двина. В нижнем течении образует границу Пеновского и Андреапольского районов.
Питание смешанное с преобладанием снегового. Замерзает в ноябре — декабре, вскрывается в апреле. Популярна у туристов и рыболовов.